# جون ديفيد جاكسون (ملاكم)
جون ديفيد جاكسون (بالإنجليزية: John David Jackson)‏ (17 مايو 1963 بدنفر في الولايات المتحدة - ) هو ملاكم أمريكي، صنّف ضمن فئة وزن الويلتر.

## إحصائيات
خاض خلال مسيرته 41 نزالا، فاز في 36 وخسر في 4. فاز بالضربة القاضية في 20 نزالا.

## روابط خارجية
- جون دايفيد جاكسون على موقع بوكس ريك (الإنجليزية) (registration required)